# آکادمی سلطنتی هنر
آکادمی سلطنتی هنر (به انگلیسی: Royal Academy of Arts) یک مؤسسه هنری مستقر در برلینگتون هاوس در پیکدیلی در لندن است. این مؤسسه که در سال ۱۷۶۸ تأسیس شد، به عنوان یک مؤسسه مستقل است که با بودجهٔ خصوصی توسط هنرمندان و معماران برجسته رهبری می‌شود. هدف آن ترویج خلق، لذت و قدردانی از هنرهای تجسمی از طریق آموزش و برگزاری نمایشگاه است.

## تاریخچه
در ۱۷۸۶ جرج سوم، پادشاه وقت انگلستان آکادمی سلطنتی هنر را بنا بر پیشنهاد سر ویلیام چمبرز و بنجامین وست در لندن بنیان نهاد. هدف از ایجاد این آکادمی رشد مدارس هنری، گردآوری استانداردهای لازم برای یک اثر خوب و فراهم‌آوردن سازوکار لازم برای نمایش رایگان آثار برتر هنری بود.
پادشاه خود ۳۶ عضو اصلی آکادمی را انتخاب نمود و عدد ۴۰ را به‌عنوان تعداد ثابت اعضا در نظر گرفت. در این میان سر جاشوا رینولدز، به‌عنوان نخستین رئیس آکادمی سلطنتی انتخاب شد و این سِمَت را تا هنگام مرگش در ۱۷۹۲ حفظ نمود.
کلاس‌ها و موزهٔ آکادمی نخست در خانه سامرست برگزار می‌شد اما در ۱۸۳۷ به میدان ترافالگار و در ۱۸۶۸ به مکان کنونیش در ساختمان برلینگتون هاوس انتقال یافت.
آکادمی سلطنتی هنر از زمان آغاز به کار تا کنون به‌طور مرتب دوسالانه‌هایی را برگزار نموده و آثاری از هنرمندان قدیمی و هنر معاصر را به‌نمایش گذاشته‌است. نمایشگاه آثار هنرمندان معاصر به‌طور سالیانه در تابستان‌ها برگزار می‌شود. مدرسهٔ هنری رایگانی نیز در طول دوران تأسیس آکادمی دایر بوده و دانشجویان دختر نیز از ۱۸۶۱ اجازه شرکت در کلاس‌های آن را یافته‌اند. همچنین از محل درآمدهای آکادمی، مبالغی برای کمک به هنرمندان نیازمند و خانواده‌های آنها، اعطای جوایز و بورس‌های تحصیلی در نظر گرفته شده‌است.
در نگارخانه‌های آکادمی سلطنتی هنر، آثاری از اعضای سابق آن همچون جاشوا رینولدز، توماس گینزبرا، جان کانستبل و ویلیام ترنر به نمایش گذاشته شده‌است. همچنین تندیسی مرمرین موسوم به تَدِی توندو از مریم مقدس، مسیح و یحیی اثر میکل آنژ در این آکادمی نگهداری می‌شود.

## نگارخانه

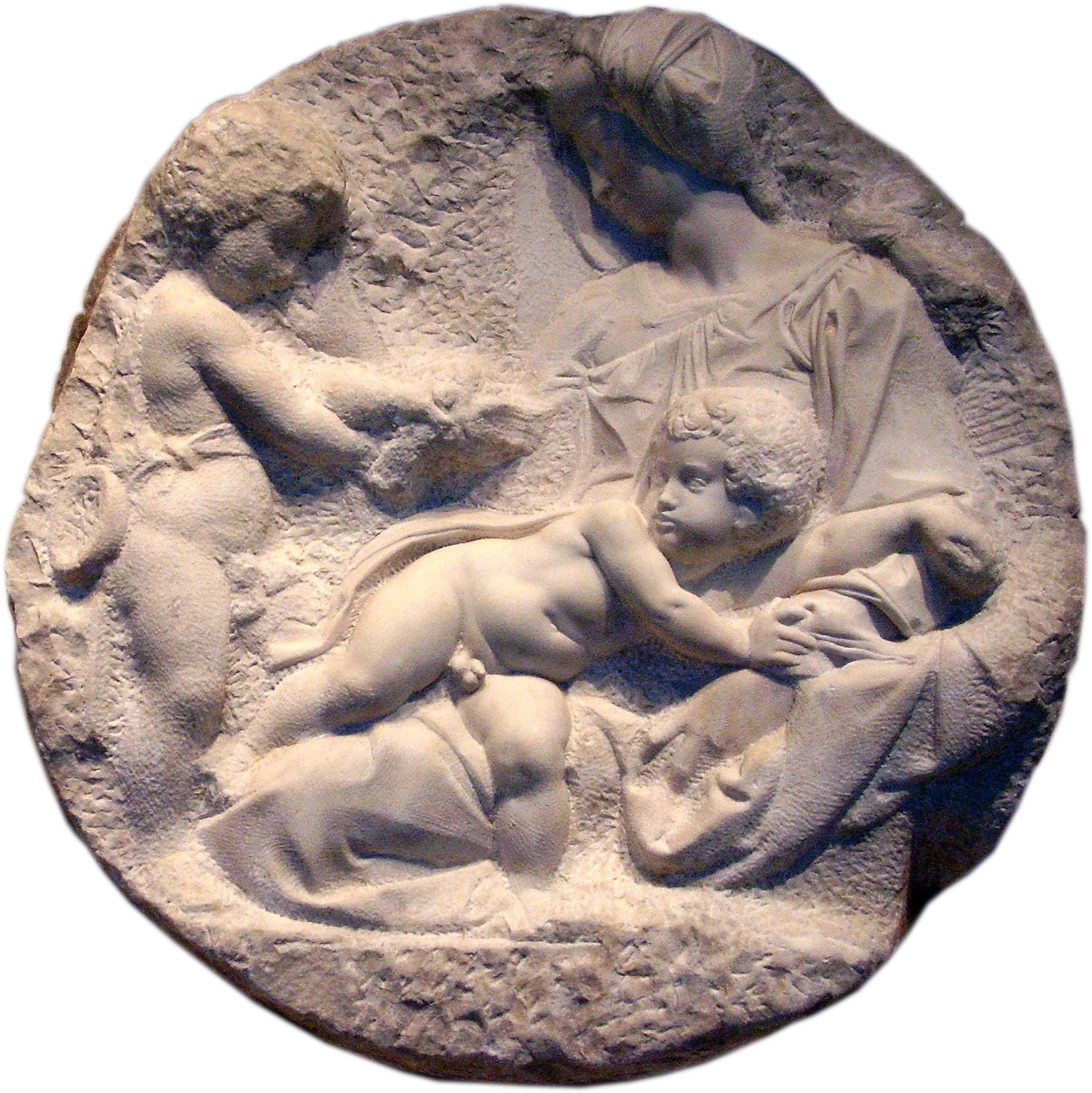
تدی توندو یا حجاری‌ای از مریم باکره، مسیح و یحیای تعمیدگر اثر میکل آنژ که در آکادمی سلطنتی نگهداری می‌شود
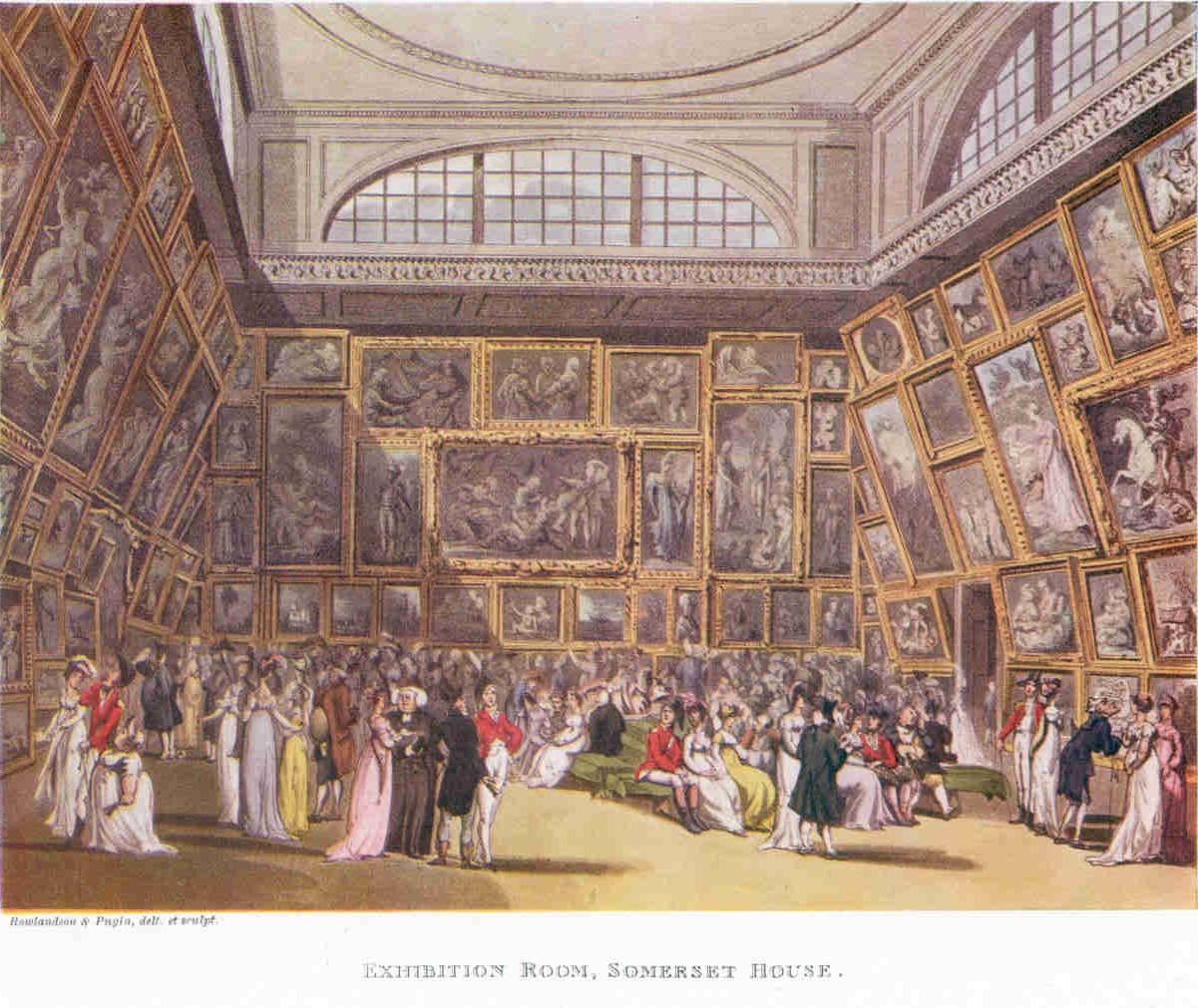
سالن نمایشگاه آکادمی سلطنتی در سامرست هاوس اثر تامس رولندسن و آگوستوس پوگین، ۱۸۰۰